# دخل شخصي
الدخل الشخصي (بالإنجليزية: Personal Income)‏، هو الذي يمثل الدخل الكلي الذي قد يحصل عليه قطاع العائلات المحلية من المصادر إنتاجية أو غير الإنتاجية خلال فترة زمنية معينة غالبا ما تكون سنة، والتي يكون منشأها نشاطات الأعمال العادية في عمل فردي، حيث يقيس الدخل الفعلي الذي تحصل عليه بعد اقتطاع الضرائب، وبشكل عام هو القاعدة التي يتحدد من خلالها الإنفاق الاستهلاكي على الناتج المحلي. إجمالي الدخل الشخصي هو قيمة أساسية في احتساب نصيب الفرد من الدخل.